# Marie-Louise Ekman

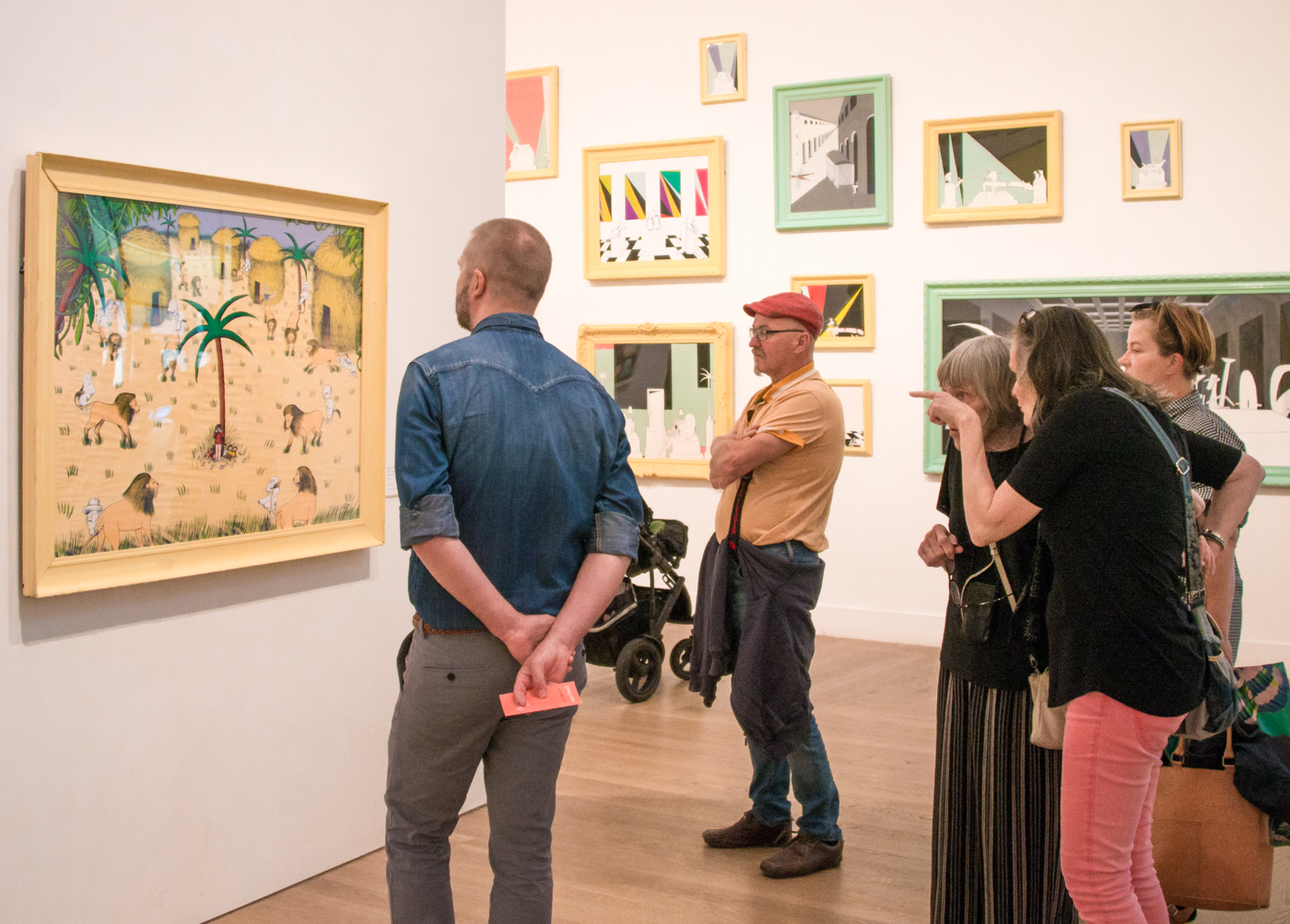
Marie-Louise Ekmans stora retrospektiv på Moderna Museet 2017.

Marie-Louise Ester Maude Ekman, tidigare De Geer och De Geer Bergenstråhle, född Fuchs den 5 november 1944 i Stockholm, är en svensk konstnär och filmare. Hon var åren 2009–2014 chef på Kungliga Dramatiska teatern.

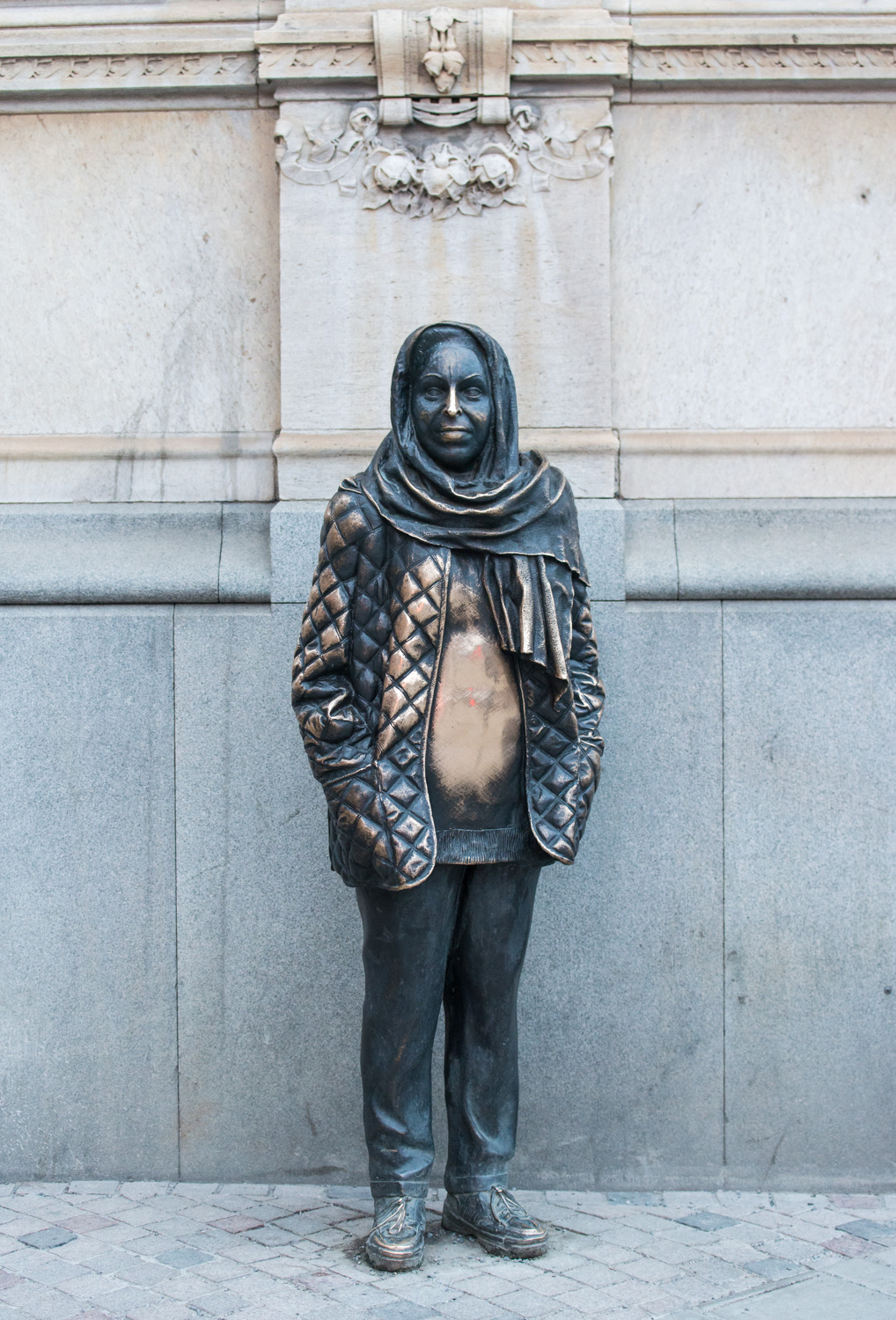
Margaretha Krooks staty utanför Dramaten i Stockholm. Tillkommen i ett samarbete med skulptören och professorn på Kgl. Konsthögskolan, Heinz Müllner.

## Biografi
Marie-Louise Ekman är dotter till PR-mannen Walter Fuchs och Maude, född Lönnqvist. Ekman gjorde några uppmärksammade fotomodelluppdrag för blivande maken Carl Johan De Geer avseende Mah-Jong-kläder 1966. Hon har sedan debuten 1967 på Galleri Karlsson i Stockholm varit en framträdande gestalt i svenskt kulturliv. Hon var en av de konstnärer som var med i kretsen kring tidningen PUSS. Återkommande teman är relationer, identitet, drömmar, sexualitet/underliv, vardag och populärkultur.
Som konstnär har hon arbetat med varierande tekniker, medier och genrer. Förutom måleri, film och TV-serier har hon arbetat med skulptur, barnböcker, affischer, dockskåpsmiljöer, scenografi och skämtteckningar. Hennes filmer och TV-serier handlar ofta om mänskliga relationer – ofta både tragiska och absurda, till exempel TV-serien, Vennerman & Winge och filmen Nu är pappa trött igen. Filmdebut gjorde hon 1976 med Hallo Baby, där hon både stod för manus och spelade huvudrollen. Benny Andersson har ofta svarat för musiken i hennes filmer. Hennes filmiska stil är egensinnig, experimenterande och utmanande, ofta med tämligen stillastående bildspråk, med män i kvinnoroller etc, inte olikt långa videoinstallationer i spelfilmsform.
I linje med den experimenterande inriktningen gjorde hon under sin chefstid på Dramaten hösten 2013 webb-TV-serien Den dramatiska asylen med medarbetarna på Dramaten bland annat i rollen som henne själv som teaterchef och filmare, skildrande livet bakom kulisserna på ett egensinnigt dramatiskt sätt, med film- och teatermanuskript, regi och foto av henne själv. Den 23 mars 2014 premiärvisades serien också i långfilmsformat på Dramaten.
Marie-Louise Ekman var professor i måleri på Kungliga Konsthögskolan i Stockholm 1984–1991, rektor för Kungliga Konsthögskolan 1999–2008 samt VD och teaterchef för Kungliga Dramatiska Teatern 2009–2014. Ekman finns representerad vid bland annat Göteborgs konstmuseum, Norrköpings konstmuseum och Kalmar konstmuseum.
Marie-Louise Ekman var gift första gången 1966–1971 med Carl Johan De Geer, andra gången 1971–1980 med Johan Bergenstråhle och tredje gången från 1989 med Gösta Ekman fram till hans död 2017.
Under 2017 hade Marie-Louise Ekman sin största utställning över sitt varierande konstnärskap på Moderna museet i Stockholm med uppemot 350 verk inom måleri, skulptur och film.

## Filmografi (i urval)
- 1968 – Fiskbullar i hummersås
- 1970 – Lyckliga skitar
- 1976 – Hallo Baby
- 1977 – Mamma pappa barn
- 1979 – Barnförbjudet
- 1983 – Moderna människor
- 1985 – Stilleben
- 1986 – Sagan om den lilla flickan och den
- 1987 – Fadern, Sonen och Den Helige Ande...
- 1990 – Målarskolan
- 1990 – Den hemliga vännen
- 1991 – Duo jag (TV-serie)
- 1992 – Vennerman & Winge (TV-serie)
- 1996 – Nu är pappa trött igen
- 2001 – Puder
- 2005 – Asta Nilssons sällskap
- 2013 – Den dramatiska asylen
- 2018 – Min sanning (TV-serie)

### Teaterpjäser
- 1993 – I fru Vennermans fall för Kulturhuset, Kilenscenen i Stockholm
- 1998 – Godnatt Herr Morris för Kulturhuset, Kilenscenen i Stockholm
- 2007 – Gäckanden för Lilla scenen, Dramaten
- 2014 – Dödspatrullen för Lilla scenen, Dramaten
- 2017 – Försökskaninerna för Stora scenen, Dramaten